# 開邦工業
株式会社開邦工業（かぶしきがいしゃかいほうこうぎょう）は、沖縄県うるま市に本社を置く焼却炉メーカー。

## 概要
「住み良い豊かな環境を創る」を経営理念に掲げる焼却炉メーカー。
1979年（昭和54年）に設立し、2024年（令和6年）2月現在で、45周年を迎える。
本社及び本店が位置する沖縄県を中心に、支社がある関東地区や東北地区、近年では北海道での案件も手掛けている。
また、「離島・過疎地域」の顧客にも永続的に愛されるような存在となるため、全社的な取り組みを図っている。
焼却炉のメーカーとして、及び火葬場（斎場含む）管理の実績から、代表取締役の玉寄将は2023年5月31日より、一般社団法人日本火葬技術管理士会の会長職を就任。

## 沿革
- 1978年（昭和53年） 創業
- 1979年（昭和54年） 沖縄県与那原町にて東洋環境整備（株）設立
- 1987年（昭和62年） 商号を株式会社開邦工業へ変更
- 1993年（平成05年） 事業本部（沖縄県具志川市字州崎7番地19）を新築
- 1994年（平成06年)　東京営業所（東京都豊島区池袋）を開設
- 2000年（平成12年） 国土交通大臣登録　第18862号、東京営業所を東京支社に改称の上東京都港区へ移転
- 2007年（平成19年） 本社移転、事業本部と本社が沖縄県うるま市へ
- 2013年（平成25年） 東京支社を再移転（東京都港区芝）
- 2019年（令和元年） 本店登録を沖縄県沖縄市へ移転
- 2020年（令和02年） 東北事業所（宮城県仙台市泉区）を開設
- 2024年（令和  6年） 第2工場落成（沖縄県うるま市）
- 2025年（令和７年）東京支社を移転（東京都港区浜松町）

## 拠点
- 本社：沖縄県うるま市州崎7-19
- 本店：沖縄県沖縄市泡瀬四丁目23番10号 1B
- 東京支社：東京都港区浜松町二丁目2番15号6F
- 東北支社：宮城県仙台市泉区七北田字杉野田13-7 207
- プラント事業部：沖縄県沖縄市泡瀬四丁目23番10号 1B
- 第2工場：沖縄県うるま市州崎7-28